# كأس النرويج 1928
كأس النرويج 1928 (بالنرويجية: Norgesmesterskapet i fotball for menn 1928)‏ هو الموسم 27 من كأس النرويج. أشرف على تنظيمه اتحاد النرويج لكرة القدم، وكان عدد الأندية المشاركة فيه 118، وفاز فيه أورن هورتن ‏.